# Slancio

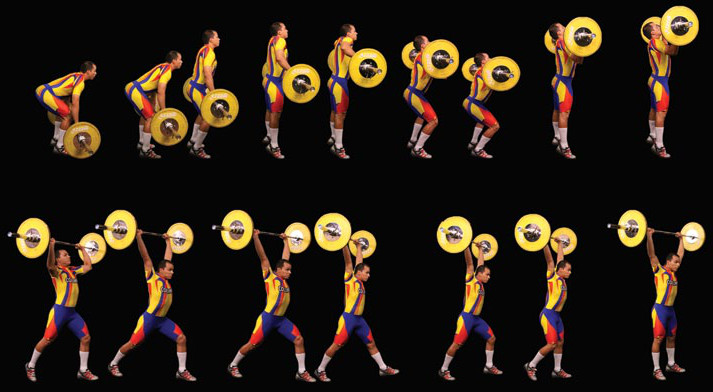
Fasi dello slancio

Lo slancio è una delle due (in passato, tre) specialità del sollevamento pesi. A differenza dello strappo, in cui l'atleta compie un unico movimento per portare il bilanciere sopra la propria testa, nello slancio l'atleta prima compie un movimento detto girata, in cui porta il bilanciere all'altezza delle spalle, e poi un altro movimento per portarsi sotto il bilanciere e concludere l'alzata al di sopra del capo, a braccia tese. Questo secondo movimento può essere svolto a piedi pari o  sforbiciata, cioè portando un piede in avanti e un piede dietro. Per essere valido, il sollevamento deve concludersi comunque con l'atleta a piedi paralleli e braccia tese; in questa posizione aspetta il segnale dell'arbitro per poter posare il bilanciere.

## Lo slancio durante una gara
Durante una gara, gli atleti devono eseguire sei prove: tre prove di strappo e tre di slancio. Si inizia con lo strappo per poi eseguire lo slancio. Nello slancio, non è obbligatorio sollevare il peso con una sforbiciata, ma lo si può anche alzare tenendo i piedi allineati. Lo slancio permette di sollevare pesi più pesanti di quelli usati nello strappo perché:
- Le braccia sono verticali e ortogonali al bilanciere e possono così sostenere un peso maggiore;
- La girata termina all'altezza delle spalle e non sopra la testa, quindi il corpo del sollevatore è sottoposto ad una coppia meccanica orizzontale inferiore risultando meno bilanciato;
- L'atleta ha il tempo di riposarsi alla fine della prima fase di girata.

## Record mondiali
il record del mondo dello slancio appartiene a Lasha Talakhadze, pesista georgiano, ed è di 267 kg, compiuto in occasione dei campionati mondiali del 2021 a Tashkent, Uzbekistan.
Il precedente record maschile e a tutt'oggi migliore prestazione di sempre appartiene a Leonid Taranenko, un sollevatore classe +110 kg dell'allora Unione Sovietica che nel 1988 a Canberra sollevò 266,0 kg. Tale prestazione attualmente non viene più considerata come record mondiale dalla Federazione Internazionale Sollevamento Pesi (International Weightlifting Federation, IWF) da quando i vecchi primati sono stati annullati in seguito ad una nuova suddivisione delle classi di peso.
Il record mondiale femminile di sollevamento pesi nello slancio è di 187,0 kg ed è stato stabilito dalla sudcoreana Jang Mi-Ran nel 2009 ai Campionati Mondiali di Sollevamento Pesi tenutisi in Corea del Sud.